# Walter Bondy

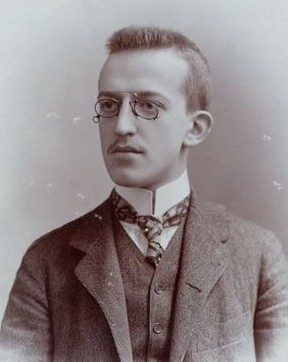
Walter Bondy (Jahr unbekannt)

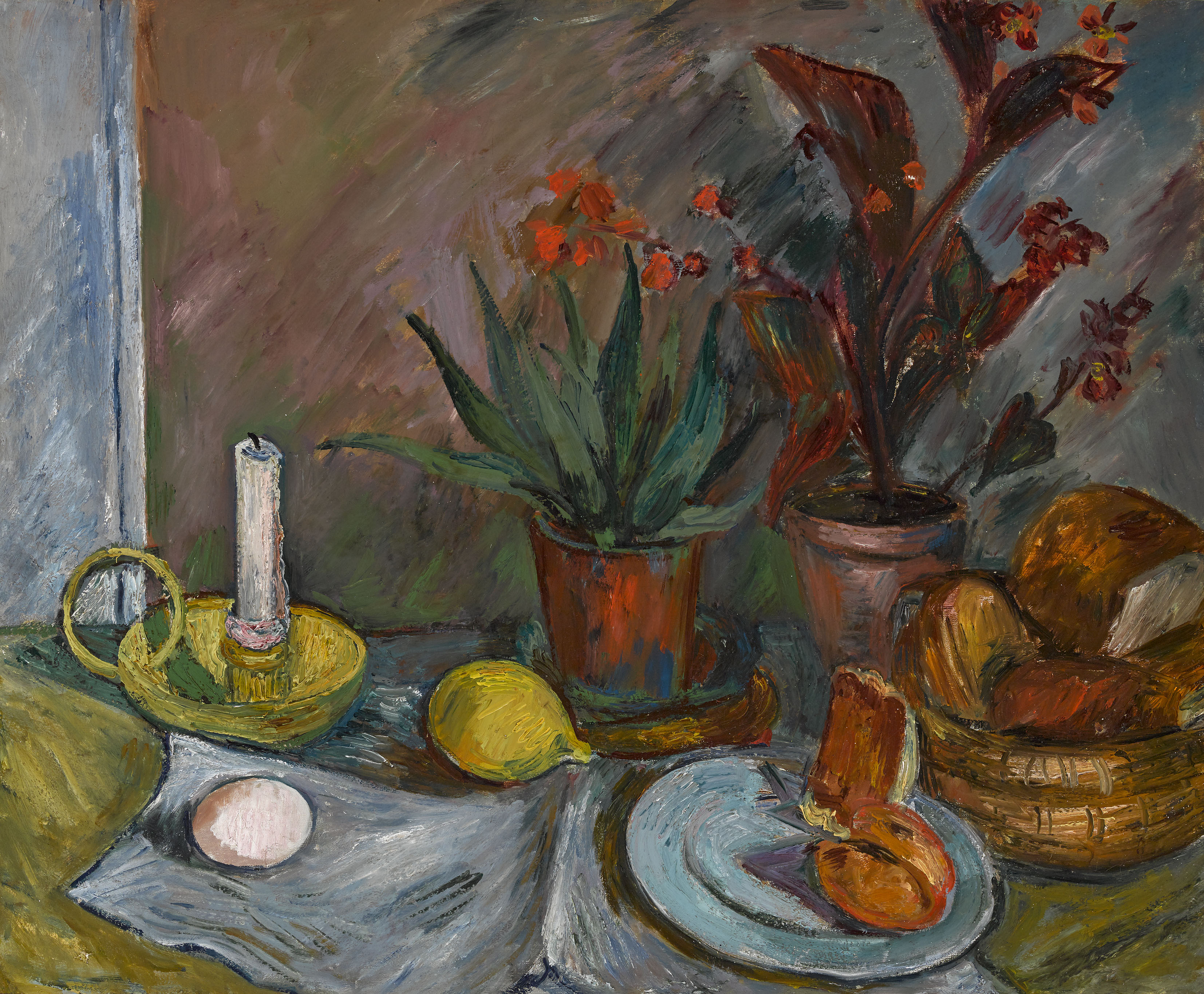
Stilleben mit Kerzenleuchter, um 1908

Walter Bondy (* 28. Dezember 1880 in Prag; † 17. September 1940 in Toulon) war ein insbesondere für seine Landschaftsmalerei und Stillleben bekannter Maler, Galerist, Kunstsammler und -kritiker und Mitglied der Berliner Secession. 

## Leben
Walter Bondy entstammte einer österreichischen jüdischen Industriellenfamilie mit Prager Wurzeln und wuchs in Wien auf. Sein Vater Otto Bondy (1844–1928) heiratete 1878 in Breslau die von dort stammende Julie Cassirer (1860–1914), die Tochter des Unternehmers Marcus Cassirer. Walter war der älteste Sohn der Familie und er hatte vier Geschwister: Hans Bondy (1881–1917, Freitod), Antoinelle (1883–1961, spätere Ehefrau von Ernst Cassirer), Martha Maria (1888–1942, spätere Ehefrau von Oscar Pollack (beide 1942 deportiert)) und Edith Lilli (1893–1977, spätere Ehefrau von Maximillian Waller). Nach der Geburt von Walter zog das Paar 1880 von Prag nach Wien. 1882 hatte Otto Bondy seine nach ihm benannte Kabel-Fabrik in Penzing bei Wien, gegründet, die ab 1904 in Wien-Meidling ansässig und bald darauf als Kabelfabrik und Drahtindustrie AG Wien (KDAG) bekannt wurde.

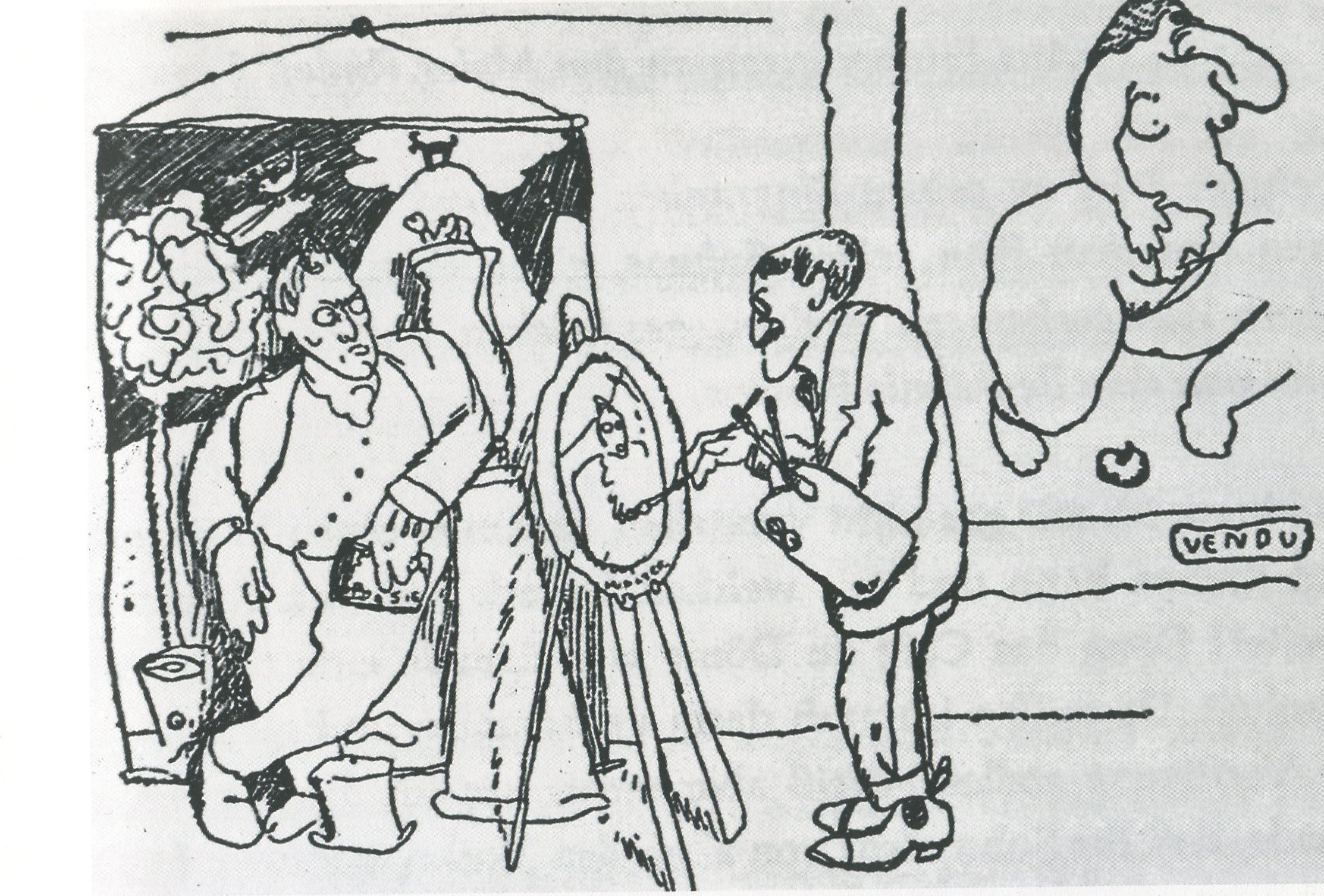
Jules Pascin: Walter Bondy porträtiert Rudolf Levy

Um 1900 ging Walter nach Berlin, um an der Akademie der Bildenden Künste Malerei zu studieren. 1902 lebte er in München, danach von 1903 bis 1914 in Paris. Er war Mitglied des bekannten Künstlerkreises um das Café du Dôme. Den Sommer 1908 verbrachte Bondy in Meulan an der Seine. Dort kaufte er einem Kneipenwirt zwei Gemälde von Vincent van Gogh ab: ein Portrait der Tochter des Wirtes Adeline Ravoux und das angeblich letzte Gemälde van Goghs, Das Rathaus von Auvers am 14. Juli. Beide Bilder verkaufte er kurz darauf weiter. 
1911 und 1913 stellte er bei seinem Cousin, dem Kunsthändler Paul Cassirer, in Berlin aus. 1912 wurde in Paris seine Tochter Rachel Andrée geboren. Zu Beginn des Ersten Weltkrieges heiratete Walter Bondy die Mutter seiner Tochter, Cecile Houdy und die Familie übersiedelte nach Berlin. 
Nach dem Weltkrieg war Bondy nebenberuflich unter anderem mit seinem Cousin Erich Cassirer, der um 1923 in Berlin in der Nähe des Lützowplatzes ein kleines Antiquitätengeschäft besaß, auch im Kunsthandel tätig. Er wurde zum Experten für chinesische Holzschnitte und Porzellan. Auch verfasste er einige Kunstkritiken in der von seinem Cousin Bruno Cassirer herausgegebenen Zeitschrift Kunst und Künstler. Walter Bondy wohnte abwechselnd in seiner luxuriösen Wohnung in Berlin, Friedrich-Wilhelm-Straße 19, und in Paris in der Avenue du Parc Montsouris. 
Im Mai 1927 ließ er seine umfangreiche Berliner Asiatika-Sammlung bei Cassirer und Helbich in Berlin und 1928 seine ebenso große Pariser Sammlung mit außereuropäischer Kunst im Hôtel Drouot in Paris versteigern. Mitte 1927 gründete er in Berlin die Wochenzeitschrift „Die Kunstauktion“, die unmittelbare Vorläuferin der “Weltkunst”, deren Herausgeber er bis Juli 1929 war. Von März 1929 bis April 1936 hatte Bondy ein Aufsichtsratsmandat in der Kabelfabrik und Drahtindustrie AG in Wien inne. 
Ab Herbst 1931 verlegte er aufgrund des wachsenden Antisemitismus in Deutschland seinen Wohnsitz nach Sanary-sur-Mer in Südfrankreich, ab 1933/34 lebte er ständig dort. Im Sommer 1932 lernte Bondy die um 30 Jahre jüngere Camille Bertron kennen. Gemeinsam eröffneten sie ein Fotoatelier am Quai Marie Esmenard Nr. 8 in Sanary. Die beiden fotografierten viele der bekannten deutschen und österreichischen Emigranten, die sich zwischen 1933 und 1939 in Sanary und Umgebung aufhielten. Ein Teil dieser Fotos befindet sich in der Bibliothek des Ortes.
Ende 1934 reisten Camille und Walter gemeinsam nach Wien und 1935 nach Prag, wo Walter ein Porträt der verstorbenen Frau seines Cousins Herbert Bondy von Bondrop malte. 1937 heirateten Camille und Walter.
Nach dem Einmarsch der deutschen Truppen in Frankreich 1940 setzte Walter Bondy, der seit seiner Jugend zuckerkrank war, seine Insulinspritzen nicht mehr regelmäßig. Er erkrankte und starb am 17. November 1940. Die ca. 300 im Jahr 1934 von Berlin nach Wien übersiedelten Bilder Walter Bondys waren zuerst in der Kabelfabrik eingelagert worden. Nach dem Anschluss Österreichs wurden sie seiner Schwester Edith Waller übergeben. Seit 1938 sind diese Gemälde verschollen.